# عثمان سالاری
عثمان سالاری سیاستمدار  ایرانی است که با کسب ۷۶ هزار و ۱۰۲ رای به عنوان نماینده مردم حوزه انتخابیه تربت جام، تایباد و باخرز و صالح آباد در دوازدهمین دوره انتخابات مجلس شورای اسلامی حایز اکثریت آرا شد و به مجلس دوازدهم راه پیدا کرد. وی دارای دکترای تخصصی حقوق عمومی از دانشگاه تهران می‌باشد.
عضو کمیسیون تلفیق بودجه
عضو فراکسیون نظارت بر مناطق آزاد کشور 
عضو فراکسیون نظارت بر صنعت نفت ، گاز 
عضو فراکسیون نظارت بر حسن اجرای قوانین و ارتقای  سلامت اداری
عضو فراکسیون اتاق اصناف ، بازرگانی ، صنایع ، معادن و کشاورزی 
عضو گروه دوستی پارلمانی ایران ، اندونزی ، فلیپین ، پرتقال

## سوابق
- رئیس انجمن اسلامی دانش آموزی و مسئول تشکیل گروه‌های مقاومت بسیج سپاه در روستاهای مرزی اهل سنت تربت جام سال‌های ۱۳۵۹-۱۳۶۱

- کارشناس حقوقی اداره کل آموزش و گزینش وزارت دادگستری سال‌های ۱۳۶۵ تا ۱۳۶۷

- قاضی دادگستری شهرستان‌های تایباد، تربت جام، مشهد مقدس و تهران من‌جمله رئیس شعبه ۴ دادگستری مشهد، قاضی محاکم شعبه اول و شعب ۱۰۵۷ و ۱۰۶۰ کارکنان دولت شهرستان تهران

- مسئول برگزاری هم اندیشی ائمه جمعه و نخبگان اهل سنت ایران با مشارکت حدود هزار نفر از از ۱۴ استان کشور با میزبانی رئیس اسبق قوه قضائیه (اردیبهشت ۱۳۹۶ تهران)

- وکیل پایه یک دادگستری

- مشاور  ولایتی در امور اهل سنت کشور (انتخابات ۱۳۹۲)

- مشاور دبیرکل سابق مجمع جهانی تقریب مذاهب اسلامی

- مشاور حقوقی رئیس دانشگاه مذاهب اسلامی

- مدرس حقوق مقاطع کارشناسی و کارشناسی ارشد دانشگاه مذاهب اسلامی - واحد تهران

- عضو هیئت مؤسس اتحادیه جهانی تقریب نهاد حقوق دانان مسلمان